# Pantelis Kafes
Pantelis Kafes (Veria, 24 de junho de 1979) é um ex-futebolista profissional grego que atuava como meio-campo, marcou carreira no AEK Atenas, e conquistou a Euro 2004, com a Seleção Grega de Futebol.
Curiosamente, apesar de ser jogador de linha, Kafes utilizava a camisa número 1, comumente reservada aos goleiros.

## Títulos
Euro 2004
Seleção Grega de Futebol
Copa da Grécia: 4
PAOK: 2001, 2003
Olympiakos: 2005, 2006
Supercopa da Grécia: 3
Olympiakos: 2005,2006,2007